# Ninì Grassia
Antonio Grassia dit Ninì Grassia, né le 31 mars 1944 à Aversa (Campanie) et mort le 28 février 2010 à Castel Volturno (Campanie), est un réalisateur, scénariste, compositeur, acteur, monteur et producteur de cinéma italien.

## Biographie
Grassia a travaillé comme agent de théâtre et imprésario de quelques chanteurs avant de passer derrière la caméra en 1979 comme réalisateur de films avec Nino D'Angelo. Nombre de ses films ont été des succès commerciaux. Au fil des années, Grassia s'est tourné vers différents genres, notamment vers des scénarios érotiques. Peu de ses 31 films ont été projetés en dehors de l'Italie ; là aussi, il s'agissait souvent de sorties régionales. Ainsi, Annaré a rapporté près d'un milliard de lires exclusivement dans la province de Naples.
Il a également été producteur de quelques films, notamment de Bruno Mattei et de Mariano Laurenti, pour lesquels il a également contribué au scénario. Certaines musiques de films ont été composées par Grassia.
Il est décédé deux jours après la présentation des listes électorales pour les élections régionales de 2010, pour lesquelles il était l'un des candidats conseillers dans la région de Campanie pour le parti UDC.

## Filmographie

### Réalisateur
- 1980 : La pagella
- 1981 : L'ultima volta insieme (it)
- 1981 : Celebrità (it)
- 1982 : L'Ave Maria (it)
- 1983 : Lo studente (it)
- 1983 : 'O surdato 'nnammurato (it)
- 1984 : Il motorino (it)
- 1985 : Il cantante e il campione (it)
- 1985 : Vacanze d'estate (it)
- 1986 : Una tenera follia (it)
- 1987 : Il fascino sottile del peccato (it)
- 1989 : Una banda di matti in vacanza premio (it)
- 1989 : Via Lattea... la prima a destra (it)
- 1989 : La Maison des fantasmes (La puritana)
- 1990 : Provocazione fatale (it)
- 1991 : Sensazioni d'amore (it)
- 1991 : La bambola (it)
- 1992 : Fatalità (it)
- 1993 : Agenzia cinematografica (it)
- 1993 : Una vita da sballo (it)
- 1994 : Il burattinaio (it)
- 1994 : Una grande voglia d'amore (it)
- 1994 : Cercasi successo disperatamente (it)
- 1995 : Un grande amore (it)
- 1995 : Innamorata (it)
- 1997 : Hammamet Village
- 1998 : Annaré (it)
- 1999 : T'amo e t'amerò (it)
- 1999 : Cient'anne (it)
- 1999 : Italian gigolò (it)
- 2002 : Come sinfonia (it)
- 2003 : Il latitante (it)